# Thixoforgeage
Le thixoforgeage est un procédé de mise en forme de matériaux à l'état semi-solide, à mi-chemin entre le procédé de forgeage et le procédé de fonderie.

## Définition et principe
Le thixoforgeage est un procédé de mise en forme de matériaux métalliques ou composites à l'état semi-solide, où une partie du matériau est à l'état solide et une autre à l'état liquide. Cette technique exploite les propriétés thixotropiques de certains matériaux,.